# Queenstown (Guyana)
Pour les articles homonymes, voir Queenstown.
Queenstown est un village situé dans la région Pomeroon-Supenaam, au Guyana.

## Toponyme
Queenstown rend hommage à la reine Victoria, souveraine de l’empire britannique à la création du village.

## Historique
Queenstown est l'un des premiers villages établis au Guyana puisque les archives montrent que des personnes commencent à y posséder des lots dès 1838. En 1840, le planteur Edward Carbery aménage les terrains de trois plantations — Mocha, West Field et Dageraad — en un lotissement avec des rues et des lots résidentiels achetés par les travailleurs pour un montant compris entre 100 et 200 dollars,. Queenstown est légalement reconnu le 25 septembre 1841.
En 1847, le conseil du village de Queenstown est formé.

## Éléments remarquables
Queenstown possède un monument daté de 1947 et célébrant ses cent ans.
Le village possède une église anglicane sous le vocable de Saint-Barthélemy. Celle-ci est fondée en 1842 et achevée en novembre 1843. Saint-Barthélemy est consacrée le 24 octobre 1859. L'intérieur de l'église est considéré comme similaire à celui d'un navire négrier. De nombreux historiens pensent que cette caractéristique a été créée intentionnellement par les anciens esclaves qui ont construit l'église. L’édifice est remaniée au fil des ans, mais la structure principale reste la même. La salle paroissiale appartenant à la même communauté anglicane est construite en 1876.

## Religions
Outre la présence de l’église anglicane, il y existe plusieurs autres communautés chrétiennes et musulmanes.